# らぶりー・デコレーション!!
『らぶりー♥デコレーション!!』（英称:Lovely Decoration!!）は、五十嵐かおるによる日本の漫画作品。『ちゃお』（小学館）にて2004年8月号から2005年1月号まで連載された。
五十嵐かおるにとって第6の単行本となる作品。ケーキ屋の娘と見習いパティシエが、ひょんなことで父が留守している間に、ケーキ職人として成長する姿を綴っている。

## 登場人物
桜井 あんず（さくらい あんず）
主人公。人気ケーキ屋「パティスリー銀治郎」の娘。中学2年生。空手2段の資格を持つ。いつも味見役で執拗に売り物を食べようとしている。ケーキ作りは下手で何度も失敗してしまうが月夜とのチームワークで店を守ろうとする。
鳴瀬 月夜（なるせ つきや）
「パティスリー銀治郎」の見習いパティシエ。普段は小間使い等なかなかケーキ作りの機会に恵まれなかったが、店主が留守の間様々なケーキ作りに挑戦し、顧客を喜ばせている。
桜井 銀治郎（さくらい ぎんじろう）
あんずの父で「パティスリー銀治郎」店主。将来あんずを跡取りとしようとしているが、その気が見られないあんずに対して奥の手と銘打ちパリに修行に出て行ってしまった。
岡嶋 学（おかじま まなぶ）
野々宮幼稚園ちゅーりっぷ組在籍。6歳「パティスリー銀治郎」に注文を依頼した顧客の一人。言葉で本心を表現するのが極端に苦手で担任の先生が誕生日等に作ってくれるケーキを素直に食べられなかったことから、先生が退職するのを切っ掛けにケーキを注文する。
伊集院 瑛梨奈（いじゅういん えりな）
16歳で世界中のコンクールに優勝している天才パティシエ。プライドが極端に高く、あんずに挑戦状をたたきつけ全国放送の番組で料理対決をさせるが、開催地の公園で子供に対して、支持すればギャラを出すという賄賂行為をしてまで勝とうと考えている。